# Stewart Buttress
Stewart Buttress ist ein bis zu 1005 m (nach britischen Angaben 790 m) hohes Felsenkliff im ostantarktischen Coatsland. In den Theron Mountains ragt es 3 km südlich der Marø-Kliffs auf.
Teilnehmer der Commonwealth Trans-Antarctic Expedition (1955–1958) kartierten es zwischen 1956 und 1957. Sie benannten es nach dem Meteorologen Reginald Horace Anthony Stewart (* 1922), der von 1955 bis 1956 dem Vorauskommando der Forschungsreise angehört hatte.